# Pollia tincta
Pollia tincta är en snäckart som beskrevs av Conrad 1846. Pollia tincta ingår i släktet Pollia och familjen valthornssnäckor. Inga underarter finns listade i Catalogue of Life.